# Saltenharia
Uma saltenharia (ou salteñaria em espanhol) é um estabelecimento, normalmente caracterizada como restaurante ou lanchonete, cuja especialidade é a venda de saltenhas. Costuma oferecer serviço de entrega em domicílio e também vendas de iguarias pré-prontas. 
Esses restaurantes surgiram por acaso no ano de 1978 na cidade de Corumbá, no Centro-Oeste do Brasil, pela família Ardaya, que são filhos de bolivianos e dependiam dessa iguaria para sobreviver. A primeira saltenharia ficava na esquina da Rua Sete de Setembro com a Delamare. Atualmente existem na cidade dezenas dessas casas que servem, além do saltenhas, outros salgados. Atualmente a saltenha é muito popular no Centro-Oeste do Brasil, principalmente na cidade de Corumbá, considerada atualmente a capital brasileira desta iguaria e onde mais se encontram esses estabelecimentos, sendo uma tradição local. Também muito consumido, além de Mato Grosso do Sul (onde se situa Corumbá), em Mato Grosso, Rondônia e Acre, pois são locais que fazem fronteira com o território boliviano. Atualmente em vários lugares pelo Brasil é possível achar estabelecimentos que tenham saltenhas para venda. 